# Serra d'Àtics
La Serra d'Àtics és una serra situada al municipi d'Alt Àneu a la comarca del Pallars Sobirà, amb una elevació màxima de 2.486 metres.